# L'Hôtel des voyageurs de commerce
L'Hôtel des voyageurs de commerce ou les Suites d'une bonne cuite és un curtmetratge mut de Georges Méliès de 1906. Va ser venut per la Star Film Company de Méliès i està numerat del 843 al 845 als seus catàlegs.
Méliès interpreta l'hoste de l'hotel borratxo a la pel·lícula, que utilitza maquinària escènica, pirotècnia i escamoteig per als seus efectes. El distintiu plató de pel·lícula, dividit en dues parts per mostrar dues sales, és semblant a un que Méliès va emprar en la seva pel·lícula posterior Le Tunnel sous la Manche ou le Cauchemar franco-anglais (1907).